# Макарчук, Степан Антонович
Макарчук Степан Антонович (1 июня 1928, Ивановщина — 2004) — бригадир навалоотбойщиков шахтоуправления № 10 имени В. Володарского треста «Свердловуголь», Герой Социалистического Труда.

## Биография
Родился 1 июня 1928 года в селе Ивановщина Дзержинского района Житомирской области в семье хлебороба. После окончания школы в 1944 году начал работать в колхозе. Откликнувшись на призыв правительства, в 1945 году приехал на восстановление шахт и начал здесь свою трудовую деятельность.
В 1946 году окончил школу фабрично-заводского обучения в городе Дзержинске Донецкой области и три года работал на шахте № 11-12 в Донецкой области. В 1948 году окончил школу ФЗО № 182 города Свердловска, где получил специальность крепильщика и пришел работать проходчиком на шахту № 10 имени Володарского.
Как хорошего производственника руководство шахты назначает Макарчука бригадиром навалоотбойщиков. В 1954—1955 годах коллектив бригады ежегодно выдавал на-гора по пять тысяч тонн сверхпланового антрацита. В 1957 году за выдающиеся успехи, достигнутые в деле развития угольной промышленности в годы пятой пятилетки и в 1956 году, С. А. Макарчуку было присвоено звание Героя Соц. Труда.
В 1973 году Макарчук окончил Новочеркасский инженерно-мелиоративный институт и впоследствии работал на шахте горным мастером, а когда состояние здоровья не позволило трудиться под землёй, был помощником главного инженера по качеству угля, начальником отдела технического контроля. В 1975 году С. А. Макарчука избирают председателем Володарского поссовета, и в этой должности он проработал до 1985 года. С 1985 по 1996 годы С. А. Макарчук работал мастером производственного обучения в ПТУ № 72,откуда и ушел на заслуженный отдых.
Был награждён орденом Ленина, медалью «За доблестный труд в Великой Отечественной войне 1941—1945 гг.».
Умер 8 мая 2004 года.